# مگس‌گیر آبی شکم‌سفید
مگس‌گیر آبی شکم‌سفید (نام علمی: Cyornis pallipes) نام یک گونه از سرده مگس‌گیرهای آبی است.